# Eosembia auripecta
Eosembia auripecta is een insectensoort uit de familie Oligotomidae, die tot de orde webspinners (Embioptera) behoort. De soort komt voor in Thailand.
Eosembia auripecta is voor het eerst wetenschappelijk beschreven door Ross in 2007.